# Jan Boelhouwer
Arie Jan Willem (Jan) Boelhouwer (Cimahi (Indonesië), 17 maart 1950) is een Nederlands psycholoog, bestuurder en PvdA-politicus.

## Biografie
Boelhouwer studeerde psychologie aan de Rijksuniversiteit Groningen. In 1984 promoveerde hij op dit gebied, aan de Katholieke Universiteit Brabant (KUB). Hij was parttime werkzaam als universitair docent methoden van onderzoek en later als universitair hoofddocent psychologie aan de KUB. In 1997 werd hij lid van de Provinciale Staten van Noord-Brabant, twee jaar later werd hij gedeputeerde, belast met onder meer verkeer en vervoer en bestuurlijke vernieuwing.
Bij de Tweede Kamerverkiezingen 2003 kwam Boelhouwer op een hoge plaats op de kandidatenlijst te staan. Op 30 januari 2003 werd hij beëdigd in het parlement. In de Kamer hield hij zich bezig met binnenlands bestuur en waterbeleid. In 2005 diende hij een initiatiefvoorstel in over de door de raad gekozen burgemeester. Bij de Tweede Kamerverkiezingen 2006 stond Boelhouwer opnieuw kandidaat, maar zijn 43e plaats op de kandidatenlijst was door het verlies van zijn partij te laag om herkozen te worden. Hij vertrok op 29 november 2006 uit de Kamer. Op 15 januari 2008 keerde hij terug, als vervanger van Aleid Wolfsen, die burgemeester van Utrecht werd.
Vanaf 15 december 2010 was hij driekwart jaar waarnemend burgemeester van Gilze en Rijen en op 10 oktober 2011 werd hij waarnemend burgemeester in Bernheze. In oktober 2012 keerde hij terug naar Gilze en Rijen maar dit keer als burgemeester. In september 2019 kondigde Boelhouwer aan per 1 april 2020 te stoppen als burgemeester. Hij heeft dan zijn 70e levensjaar bereikt, wat voor het burgmeesterschap de verplichte pensioengerechtigde leeftijd is. In februari 2020 werd Derk Alssema voorgedragen als burgemeester van Gilze en Rijen. Wegens de coronacrisis in Nederland bleef Boelhouwer nog zes dagen waarnemend burgemeester van Gilze en Rijen totdat Derk Alssema begon op 7 april 2020.
Sinds 26 augustus 2020 neemt Boelhouwer waar voor Jan Brenninkmeijer in Waalre wegens een bestuurlijke crisis. In september 2020 werd bekend dat Brenninkmeijer zijn ontslag heeft ingediend per 12 januari 2021. In oktober 2020 werd bekend dat Boelhouwer waarnemer in Waalre blijft tot na de gemeenteraadsverkiezingen van 2022. Met ingang van 1 december 2022 werd Marcel Oosterveer burgemeester van Waalre.

## Incidenten
Boelhouwer sprak in de Volkskrant van 28 maart 2015 als burgemeester over de zwijgcultuur van bevolking van Turkse afkomst rondom kennis over criminele activiteiten. Volgens Boelhouwer weten alle 2400 inwoners van Gilze-Rijen die van Turkse afkomst zijn van elkaar hoe zij aan hun inkomen komen. Als voorbeeld gaf hij drugscriminelen die zijn eigen partij (PvdA) zouden hebben geïnfiltreerd in Gilze en Rijen. Het Inspraak Orgaan Turken eiste dat Boelhouwer zijn generaliserende uitspraken zou terugnemen. Kamerleden Tunahan Kuzu en Selçuk Öztürk hebben Kamervragen gesteld aan de minister van Binnenlandse Zaken en het aftreden van Boelhouwer geëist. De ombudsvrouw van de Volkskrant ging op zaterdag 4 april 2015 in op bovengenoemde passage uit de krant van 28 maart 2015.
Op 31 december 2021 werd bekend dat Boelhouwer had getracht te lekken naar de pers over de benoemingen van Sigrid Kaag en Wopke Hoekstra in het kabinet Rutte IV. Saillant detail is dat Boelhouwer eerder in 2020 dergelijke lekkers psychopaten had genoemd.
- Parlement.com: vge7dtpn98zj